# Vicente Colorado
Vicente Colorado y Martínez (Valladolid, 1850-Madrid, 1904) fue un escritor, archivero y periodista español.

## Biografía
Natural de Valladolid, nació en 1850. Oficial del Cuerpo de Archiveros y Bibliotecarios, fue autor de algunas obras dramáticas y líricas. Trabajó como redactor de los periódicos madrileños La Época y La Monarquía, además de colaborar en La Edad Dichosa y Gente Vieja.  Fue director de la Revista Ilustrada y mantuvo amistad con Ramón de Campoamor y Urbano González Serrano. Falleció el 10 de septiembre de 1904 en Madridy fue sepultado en el cementerio de San Lorenzo.
Entre sus obras se encontraron títulos como Patología literaria, Glorias militares y literarias del reinado de Felipe II (Madrid, 1879), Fundamentos de la sociología (1883), Muerto y vivo (1885), Besos y mordiscos (poesías, 1887), La literatura española en 1886 (1887), De carne y hueso (comedia), Hombres y bestias (prosa, 1887), Pasión (novela, 1889), Día de prueba (drama, con F. F. Villegas, 1894), Padre nuestros (1895), Francisca de Rimini (episodio dramático, 1897), Teatro (1897), El Acta (comedia) y Rinconete y Cortadillo (comedia).